# Nes (Heerenveen)
Nes is een dorp in de gemeente Heerenveen, in de Nederlandse provincie Friesland. Het ligt ten noordwesten van het dorp Heerenveen, direct naast het dorp Akkrum, waardoor er ook gesproken wordt van het tweelingdorp; Akkrum-Nes.
In 2023 telde het dorp 1.025 inwoners. Onder het dorp vallen ook de buurtschappen Birstum, Pean en Sorremorre. Nes is gelegen aan de rivier de Boorne, waar oorspronkelijk het samen kwam met de Zijlroede.

## Geschiedenis
De plaats wordt voor het eerst vermeld in 1243 als in Nesse, in 1472 als toe Nes en in 1579 al als Nes. De plaatnaam zou verwijzen naar het feit dat het land waar de nederzetting op is ontstaan uitstak bij het samenkomen van Zijlroede en Boorne.
Tot de gemeentelijke herindeling van 1 januari 1984 maakte Nes deel uit van de per die datum opgeheven gemeente Utingeradeel, daarna viel het dertig jaar onder Boornsterhem. Sinds 1 januari 2014 maakt Nes deel uit van de gemeente Heerenveen.

## Klokkenstoel
Op de begraafplaats staat ook een van de klokkenstoelen in Friesland.

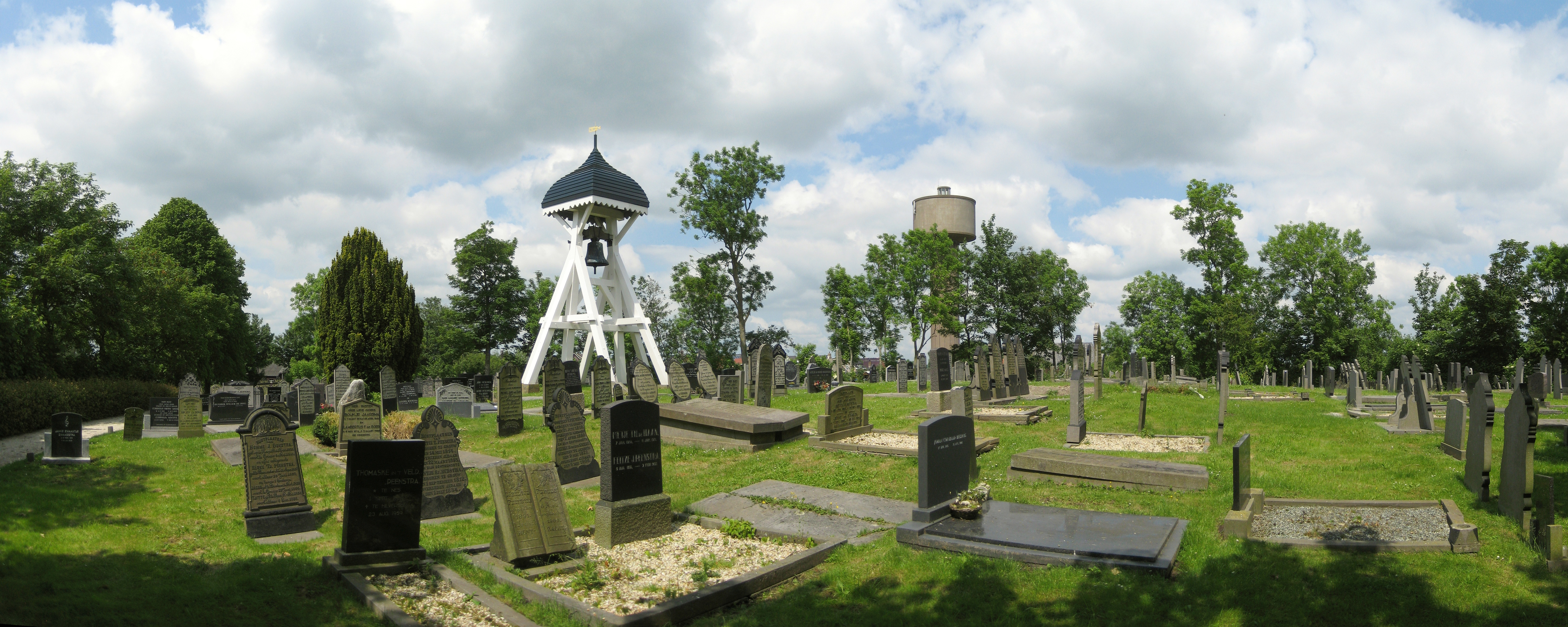
Het kerkhof en de monumentale klokkenstoel van Nes in 2014, met op de achtergrond de watertoren van Akkrum.

## Bevolkingsontwikkeling
| 1999 | 2002 | 2004 | 2005 | 2006 | 2007 | 2008 | 2009 | 2011 | 2012 | 2017 | 2018 | 2019 | 2021 | 2023 |
| ---- | ---- | ---- | ---- | ---- | ---- | ---- | ---- | ---- | ---- | ---- | ---- | ---- | ---- | ---- |
| 199  | 575  | 890  | 1000 | 1071 | 1094 | 1106 | 1110 | 1109 | 1113 | 1104 | 1060 | 1060 | 1045 | 1025 |

## Bekende inwoner
- Foppe de Haan (1943), voetbaltrainer